# Oscar Steimberg
Oscar Steimberg (Buenos Aires, 20 de diciembre de 1936) es un semiólogo y escritor argentino. de origen judio. La Universidad de Buenos Aires (UBA) lo nombró profesor emérito y es director del posgrado de Crítica de Artes en la Universidad Nacional de las Artes (UNA). Fue presidente de la Asociación Argentina de Semiótica y vicepresidente de la Asociación Internacional de Semiótica Visual. Integra la Comisión de Posdoctorado de la Facultad de Ciencias Sociales de la UBA.
Fue profesor en distintas universidades argentinas y se desempeñó como director de tesis de doctorado en el marco de la UBA en numerosas ocasiones.
Escribía en la revista El Porteño.

## Obra
Entre sus libros de ensayos se encuentran La recepción del género, El pretexto del sueño, El volver de las imágenes (con Oscar Traversa y Marita Soto), Estilo de época y comunicación mediática (con Oscar Traversa), Semióticas: las semióticas de los géneros, de los estilos, de la transposición, y Leyendo historietas: textos sobre relatos visuales y humor gráfico.
De su trabajo literario se publicó Cuerpo sin armazón, Majestad, etc., Gardel y la Zarina, Figuración de Gabino Betinotti, El pretexto del sueño y Posible Patria y otros versos. En versión musicalizada por Pablo di Liscia Figuración de Gabino Betinotti recibió el premio del Fondo Nacional de las Artes 2010. En el mismo año se incluyó “Figuración de Gabino Betinotti” en la antología 200 años de poesía argentina, publicada para los festejos del Bicentenario. Y con el músico Francisco Kröpfl escribió La tercera es la vencida, escenificación de un cuento popular italiano elegida para el Ciclo Nacional de Opera Contemporánea, Buenos Aires 2011.
Propuso un nuevo término (antigénero) para designar una clase de obras artísticas.
Publica en forma periódica en revistas nacionales y extranjeras.

### Publicaciones
- Cuerpo sin armazón (1970)
- Leyendo historietas. Estilos y sentidos de un arte menor (1977)
- Majestad, etc (1980)
- La recepción del género: Una investigación sobre juicios de calidad acerca de los medios (1988)
- El fanzine anarco juvenil: una utopía del estilo (1993)
- Semiótica de los medios masivos: el pasaje a los medios de los géneros populares (1993)
- Utopías (con Vita Fortunati y Luigi Volta, 1994)
- Gardel y la zarina (1995)
- Estilo de época y comunicación mediática (con Oscar Traversa, 1997)
- Figuración de Gabino Bettinotti (1999)
- Cultura infantil y multinacionales : la construcción de la identidad en la infancia (Coautor, 2000)
- El viaje y la utopía (con Hebe Clementi, Vita Fortunati, Andrea Battistini, 2001)
- Figuraciones 1-2. Memoria del arte. Memoria de los medios (con Oscar Traversa, 2004)
- El pretexto del sueño (2005)
- Posible patria y otros versos (2007)
- El volver de las imágenes (con Marita Soto y Oscar Traversa, 2009)
- Sobreescrituras (2013)
- Semióticas. Las semióticas de los géneros, de los estilos, de la transposición (2013)
- La elocuencia secreta (2024)

## Reconocimientos
- 2021 - Reconocimiento como "Personalidad destacada de la Universidad de Buenos Aires",[8] durante los festejos por el Bicentenario de dicha universidad,[9] recibiendo también una medalla personalizada, una moneda acuñada por la Casa de la Moneda y un sello postal del Correo Argentino (especialmente elaborados para la ocasión).[10]
- 2017 - Homenaje de la Federación Latinoamericana de Semiótica.[3]
- 2016 - Homenaje de la Asociación Argentina de Semiótica.[3]
- 2015 - "Reconocimiento al compromiso con la docencia y el fortalecimiento institucional de la Carrera de Ciencias de la Comunicación" otorgado por la Facultad de Ciencias Sociales de la Universidad de Buenos Aires.[3]
- 2022 - Profesor Emérito de la Universidad Nacional de las Artes.[11]